# Oliwier Zych
Oliwier Zych (ur. 28 czerwca 2004 w Gdańsku) – polski piłkarz, występujący na pozycji bramkarza w  polskim klubie Raków Częstochowa do którego jest wypożyczony z Aston Villa.

## Kariera reprezentacyjna
29 maja 2024 został powołany przez selekcjonera Michała Probierza na czerwcowe zgrupowanie przed meczami seniorskiej reprezentacji Polski z Ukrainą i Turcją. Znalazł się również w szerokiej kadrze na Mistrzostwa Europy 2024. 2 czerwca 2024 wycofano jednak powołanie na czerwcowe mecze, w związku z jego kontuzją. 7 czerwca 2024 znalazł się również poza kadrą na turniej.